# Kanagawa Shimbun

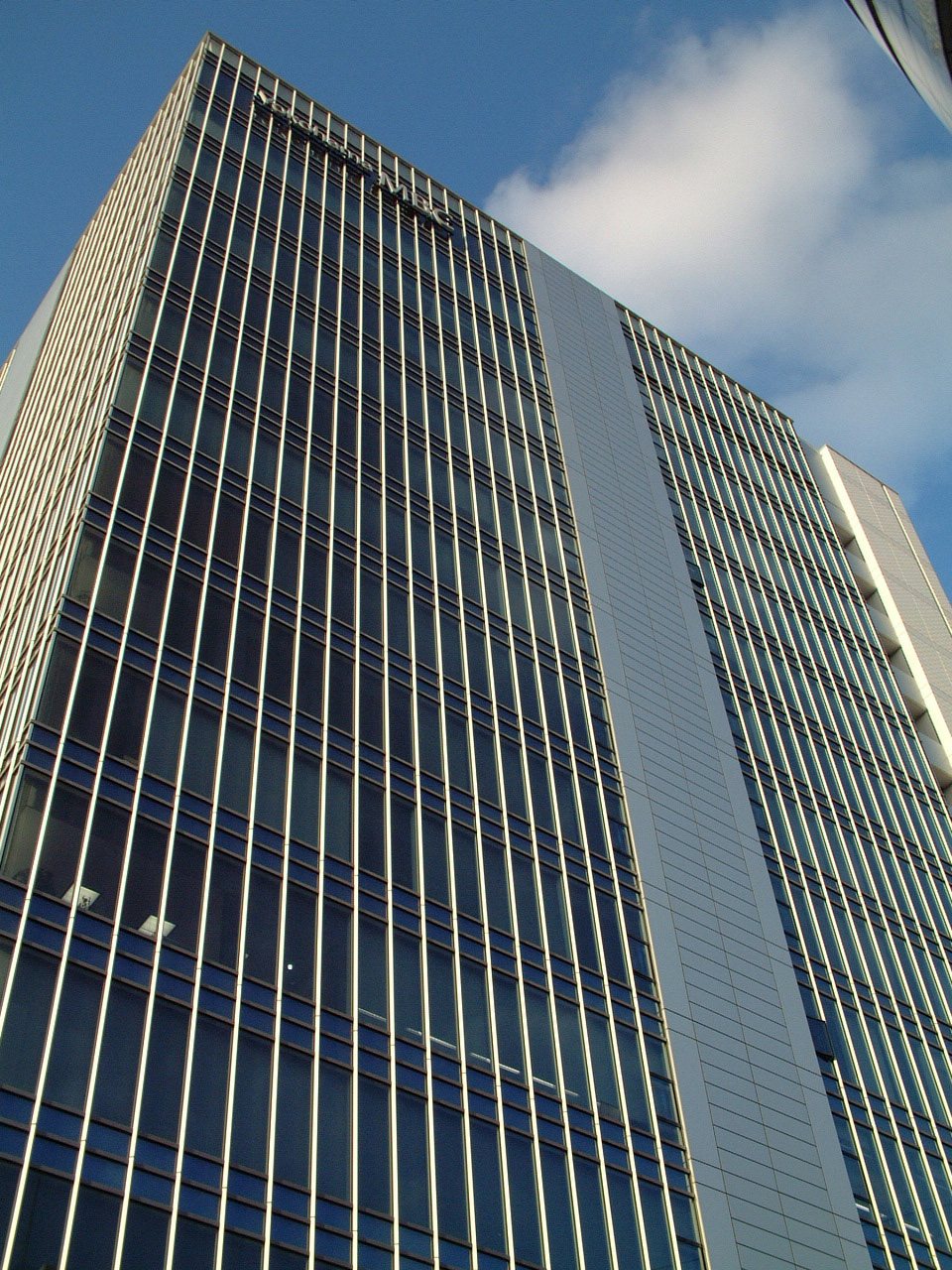
Yokohama Media Business Center, sede do Kanagawa Shimbun em Yokohama.

O Jornal Kanagawa (神奈川新聞, Kanagawa Shinbun) é um jornal de Yokohama, no Japão.